# Allostichaster capensis
Allostichaster capensis is een zeester uit de familie Stichasteridae.
De wetenschappelijke naam van de soort werd in 1875 gepubliceerd door Edmond Perrier.